# المجموعة الاقتصادية الإفريقية

أعضاء المجموعة الاقتصادية الإفريقية، الاتحاد الإفريقي

المجموعة الاقتصادية الإفريقية هي منظمة تابعة للاتحاد الإفريقي، تضع أسس التنمية والتعاون المتبادل بين اقتصاديات الدول الإفريقية. من أهداف المنظمة إنشاء منطقة تجارة حرة، اتحاد جمركي، سوق مشترك، بنك مركزي وعملة إفريقية موحدة. وبالتالي تحقيق اتحاد اقتصادي ونقدي.

## الأركان
حاليا، هناك العديد من كتل مناطقية إفريقية متعددة تعرف بمجموعات الاقتصاد المناطقية وتتشكل عادة مت كتل تجارية تسمى «الأركان» وفي بعض الأحيان تشارك بعض أعضائها بأكثر من كتلة. وبسبب تعقيد الاشتراك بأكثر من كتلة، قد تضطر بعض الدول الانسحاب من بعض الكتل. كما يوجد مجموعات فرعية بجانب دول الأركان والتي تتبع نظم جمارك ومالية خاصة بها. الدول الأركان والمجموعات الفرعية هي كالتالي:
| الأركان                                          | مجموعات فرعية                                                                   |
| ------------------------------------------------ | ------------------------------------------------------------------------------- |
| تجمع دول الساحل والصحراء (س. ص)                  |                                                                                 |
| السوق المشتركة لشرق وجنوب إفريقيا (كوميسا)       |                                                                                 |
| مجموعة شرق إفريقيا (إي أي سي)                    |                                                                                 |
| المجموعة الاقتصادية لدول وسط إفريقيا (إكاس/سيأك) | المجموعة الاقتصادية لدول وسط إفريقيا (سماك)                                     |
| المجموعة الاقتصادية لدول غرب إفريقيا (إيكواس)    | المجموعة الاقتصادية لدول غرب إفريقيا (يموا) المنطقة النقدية لغرب إفريقيا (وامز) |
| السلطة الحكومية للتنمية (إيكاد)                  |                                                                                 |
| مجموعة التنمية لإفريقيا الجنوبية (سادك)          | مجموعة التنمية لإفريقيا الجنوبية (ساكو)                                         |
| اتحاد المغرب العربي (أوما)                       |                                                                                 |

### أعضاء أساسيون
| سين-ساد |
| --- |
| الدول المؤسسة (1998): - بوركينا فاسو - تشاد - ليبيا - مالي - النيجر - السودان الدول التحقت لاحقا: - 1999: جمهورية إفريقيا الوسطى - 1999: إرتريا - 2000: جيبوتي - 2000: غامبيا - 2000: السنغال - 2001: مصر - 2001: المغرب - 2001: نيجيريا - 2001: الصومال - 2001: تونس - 2002: بنين - 2002: توغو - 2004: ساحل العاج - 2004: غينيا بيساو - 2004: ليبيريا - 2005: غانا - 2005: سيراليون - 2007: جزر القمر - 2007: غينيا - 2008: كينيا - 2008: موريتانيا - 2008: ساو توميه وبرينسيب |

| كوميسا |
| --- |
| الدول المؤسسة (1994): - بوروندي - جزر القمر - جمهورية الكونغو الديمقراطية - جيبوتي - إرتريا - إثيوبيا - كينيا - مدغشقر - مالاوي - موريشيوس - رواندا - السودان - إسواتيني - أوغندا - زامبيا - زيمبابوي الدول التحقت لاحقا: - 1999: مصر - 2001: غينيا بيساو - 2006: ليبيا - 2011: جنوب السودان |
| أعضاء سابقون: - 1994-1997: ليسوتو - 1994-1997: موزمبيق - 1994-2000: تنزانيا - 1994-2004: ناميبيا - 1994-2007: أنغولا |

| إكواس |
| --- |
| الدول المؤسسة (1975): - بنين أوموا-94 - بوركينا فاسو أوموا-94 - ساحل العاج أوموا-94 - غامبيا وامز-00 - غانا وامز-00 - غينيا وامز-00 - غينيا بيساو أوموا-97 - ليبيريا وامز-10 - مالي أوموا-94 - النيجر أوموا-94 - نيجيريا وامز-00 - السنغال أوموا-94 - سيراليون وامز-00 - توغو أوموا-94 الدول التحقت لاحقا: - 1976: الرأس الأخضر |
| أعضاء سابقون: - 1975-2002: موريتانيا |
| أويما-94: أوموا دولة منذ 1994 UEMOA-97: أوموا دولة منذ 1997 وامز-00: وامز دولة منذ 2000 وامز-10: وامز دولة منذ 2010 |

| إي أي سي                                                                                            |
| --------------------------------------------------------------------------------------------------- |
| الدول المؤسسة (2001): - كينيا - تنزانيا - أوغندا الدول التحقت لاحقا: - 2007: بوروندي - 2007: رواندا |

| إكاس |
| --- |
| الدول المؤسسة (1985): - بوروندي - الكاميرون سيماك-99 - جمهورية إفريقيا الوسطى سيماك-99 - تشاد سيماك-99 - جمهورية الكونغو سيماك-99 - جمهورية الكونغو الديمقراطية - غينيا الاستوائية سيماك-99 - الغابون سيماك-99 - ساو توميه وبرينسيب الدول التحقت لاحقا: - 1999: أنغولا |
| أعضاء سابقون: - 1985-2007: رواندا |
| سيماك-99: سيماك دولة منذ 1999 |

| سادك |
| --- |
| الدول المؤسسة (1980): - أنغولا - بوتسوانا ساكو-70 - ليسوتو ساكو-70 - مالاوي - موزمبيق - إسواتيني ساكو-70 - تنزانيا - زامبيا - زيمبابوي الدول التحقت لاحقا: - 1990: ناميبيا ساكو-90 - 1990: جنوب إفريقيا ساكو-70 - 1995: موريشيوس - 1997: جمهورية الكونغو الديمقراطية - 1997: سيشل انسحبت 2004-2007 - 2005: مدغشقر |
| ساكو-70: ساكو دولة منذ 1970 ساكو-90: ساكو دولة منذ 1990 |

| اكاد |
| --- |
| الدول المؤسسة (1986): - جيبوتي - إثيوبيا - كينيا - الصومال - السودان - أوغندا الدول التحقت لاحقا: - 1993: إرتريا - 2011: جنوب السودان |

| أوما 1                                                              |
| ------------------------------------------------------------------- |
| الدول المؤسسة (1989): - الجزائر - ليبيا - موريتانيا - المغرب - تونس |

1 اتحاد المغرب العربي لا تمارس نشاط بسبب اعتراض المغرب [محل شك]
|  |  |

### كتل أخرى

كتل إفريقية أخرى لا تتبع المجموعة الاقتصادية الإفريقية.
كافتا
سبيقل
كوي
لغا
مرو

الكتل الإفريقية التي لا تشارك المجموعة الاقتصادية الإفريقية وقد تكون من أعضاء كتل مناطقية أخرى غير مشاركة:
- منطقة التجارة العربية الكبرى (كافتا) (تشمل معظم دول الشرق الأوسط)
- المجموعة الاقتصادية لبلدان البحيرات الكبرى (سيبكل)
- هيئة المحيط الهندي (كوي)
- سلطة ليبتاكو-غورما (لكا)
- اتحاد نهر مانو (مرو)

وتتوزع الدول على الكتل على الشكل التالي:
| كافتا 1                                                                                 | سيبكل                                                        | كوي                                                | لكا                                        | مرو                                                                                   |
| --------------------------------------------------------------------------------------- | ------------------------------------------------------------ | -------------------------------------------------- | ------------------------------------------ | ------------------------------------------------------------------------------------- |
| أعضاء 2005: - مصر - ليبيا - المغرب - السودان - تونس الدول التحقت لاحقا: - 2009: الجزائر | أعضاء 1976: - بوروندي - جمهورية الكونغو الديمقراطية - رواندا | أعضاء 1984: - جزر القمر - مدغشقر - موريشيوس - سيشل | أعضاء 1970: - بوركينا فاسو - مالي - النيجر | أعضاء 1973: - ليبيريا - سيراليون الدول التحقت لاحقا: - 1980: غينيا - 2008: ساحل العاج |

1 تم ذكر أعضاء كافتا الإفريقيين فقط. 

مجلس الاقتصادي العربي المشترك واتحاد نهر مانو هما الكتلتين الناشطتين.

## الأهداف
لاحظت اتفاقية أبوجا الموقعة عام 1991 والتي دخلت حيز التنفيذ عام 1994 ستة مراحل لتحقيق أهداف الجماعة:
1. بنهاية عام 1999: أنشاء كتل في المناطق التي لا تدخل في أي كتلة
2. بنهاية 2007: تقوية التكامل والتطبيع بين الدول الأعضاء،
3. بنهاية 2017: إنشاء منطقة تجارة حرة واتحاد جمركي بين الكتل.
4. بنهاية 2019: إنشاء جمارك مشتركة على مستوى القارة، وبالتالي منطقة تجارية حرة شاملة.
5. بنهاية 2023: إنشاء سوق مشتركة إفريقية على مستوى كل القارة.
6. بنهاية 2028: إنشاء اتحاد اقتصادي ومالي موحد على مستوى القارة الإفريقية وعملة موحدة وبرلمان موحد.

- يجب تحقيق كل هذه الأهداف بحلول عام 2034.

### تطور المراحل
لغاية سبتمبر 2007
- المرحلة الأولى: أكتملت. اتحاد المغرب العربي والصحراء الغربية لم يشاركا. شاركت الصومال لمنها لم تطبق الإجرآت.
- المرحلة الثانية: في تطور مستمر.
- المرحلة الثالثة:

1 الأعضاء التي لم تشارك بعد: الكونغو (محادثات الانضمام)، إريتريا، إثيوبيا، سيشيل (محادثات الانضمام)، سوازيلاند (متوقفة لحين مواقة انضمام سوازيلاند للتجارة الحرة أغندا (ستنضم قريبا)

2 أعضاء لم يباشروا بعد: أنغولا، الكونغو، سيشيل 

- المرحلة الرابعة: لا تنفذ إلى الآن.
- المرحلة الخامسة: لا تنفذ إلى الآن.
- المرحلة السادسة: لا تنفذ إلى الآن.

## منطقة التجارة الإفريقية الحرة
أعلن رؤساء مجموعة التنمية لإفريقيا الجنوبية (سادك) والسوق المشتركة لشرق وجنوب إفريقيا (كوميسا) ومجموعة شرق إفريقيا عن منطقة التجارة الحرة الإفريقية في 22 أكتوبر 2008. وفي مايو 2012، توسعت الفكرة لتشمل إكواس وإكاس وأمو.

## اقرأ أيضا
- آفاق الاقتصاد الإفريقي
- اقتصاد إفريقيا
- اقتصاد الاتحاد الإفريقي

## للإستزادة
- هل يمكن تحقيق عملة إفريقية موحدة في عصرنا؟ (بالإنكليزية)
- وافق الزعماء الأفارقة على إنشاء سوق موحدة (بالإنكليزية)
- موقع الوحدة الإفريقية الرسمي
- صفحة جنوب إفريقيا على موقع الجماعة الاقتصادية
- نظرة على كل إفريقيا